# Übergang 1-14
Übergang 1-14 ist ein Entwurf aus dem Zusammenhang der nachgelassenen handschriftlichen Werkentwürfe des deutschen Philosophen Immanuel Kant. Im Rahmen der „Akademie Ausgabe“ Kant’s gesammelte Schriften, herausgegeben von der Preußischen Akademie der Wissenschaften, Berlin 1900ff. wurde Übergang 1-14 zusammen mit den übrigen Entwürfen und Losen Blättern, die zum Nachlasswerk gehören, sowie einigen wenigen handschriftlichen Notaten zu anderen Werken, in den Bänden XXI und XXII unter dem Titel "Opus postumum" ediert. 

## Chronologie
Nach Kants Ableben 1804 gingen die Entwürfe des Nachlasswerkes – darunter Übergang 1–14 – zusammen mit Teilen des übrigen Nachlasses in Manuskriptform durch mehrere Hände, wodurch die ursprünglich von Kant vorgesehene Anordnung der Entwürfe aufgehoben wurde. Der Inhalt der Konvolute, in denen Kant die Entwürfe zusammengefasst hatte, wurde vertauscht, und teilweise wurden durch die jeweiligen Besitzer neue Ordnungsbezeichnungen auf den Konvoluten und Entwürfen angebracht, was zu weiterer Verwirrung beitrug. Durch den Kant-Forscher Erich Adickes konnte 1916, mittels Vergleichen der Handschrift, der Tinten und des verwendeten Papiers, die ursprüngliche Anordnung des Kantischen Autographs rekonstruiert und eine Chronologie der Entwürfe erstellt werden. Da zum Zeitpunkt der Edition des so genannten Opus postumum im Rahmen der Akademie-Ausgabe in den Jahren 1936 und 1938 noch nicht sichergestellt werden konnte, ob Adickes Chronologie nicht durch spätere Forschungen widerlegt oder infrage gestellt werden würde, entschieden sich die Herausgeber Gerhard Lehmann und Artur Buchenau für die diplomatische Anordnung des Manuskripts. Die Entwürfe wurden in der von den Nachlassverwaltern übernommenen Reihenfolge ediert, was die Arbeit mit dem Nachlasswerk Kants erschwert. Daher wurde die Chronologie Adickes dem Band XXII der Akademie-Ausgabe beigefügt. 
Übergang 1–14 entstand nach Adickes Datierung in den Monaten Mai bis August des Jahres 1799 als neunter zusammenhängender Entwurf des Nachlasswerkes. 
Inzwischen gilt die von Adickes vorgelegte Chronologie der Entwürfe des Opus postumum unter Kant-Forschern als verbindlich und die durch ihn geleistete philologische Bearbeitung der nachgelassenen Entwürfe als weitestgehend abgeschlossen.

### Übergang 1–14 in der Akademie-Ausgabe
Der Entwurf Übergang 1–14 ist in den Bänden XXI und XXII (im Folgenden AA21 und AA22) von Kants gesammelten Schriften wie folgt abgedruckt:

Übergang, Übergang 2, Übergang 3, Übergang 4, Übergang 5, Übergang — 6,II. Convolut, VI. Bogen, S. 1 bis IXI. Bogen, S. 4 	AA21.206-247 	
Übergang 7, Übergang 8, Übergang 9, Übergang 10, Übergang 11, Übergang 12, Übergang 13,V. Convolut, VI. Bogen, S. 1 
bis XIV Bogen, S. 4 AA21:535-612. 	
Übergang 14 	V. Convolut, III. Bogen, S. 1-4 	AA21:512-520. 	
X HalbBogen, S. 1 bis 2 AA22:609-615. 	
Abschrift der Bogen 8–10 des V. Convoluts von fremder Hand mit Korrekturen Kants (so genannte „Amanuensis Kopien“), XII. Convolut, I. Bogen, S. 1 - III. Bogen, S. 4 AA22:543-555.

## Hilfsmittel
- Adickes, Erich, Kants Opus postumum dargestellt und beurteilt, Berlin, 1920. (Kant-Studien Ergänzungshefte; Nr. 50)
- ders., Kant als Naturforscher. 2 Bde., Berlin, 1924f.
- Büchel, Gregor, Geometrie und Philosophie, Berlin, New York, 1987.
- Edwards, Jeffrey, Substance, Force and the Possibility of Knowledge. On Kant’s Philosophy of Material Nature, Berkeley, Los Angeles, London, 2000.
- Emundts, Dina, Kants Übergangskonzeption im „Opus postumum“. Zur Rolle des Nachlasswerkes für die Grundlegung der empirischen   Physik. Berlin 2004, ISBN 3-11-018052-9 (Quellen und Studien zur Philosophie; Band 62)
- Förster, Eckart [Ed.], Kant's Transcendental Deductions. The Three 'Critiques' and the 'Opus postumum', Stanford, 1989.
- ders., Kant's Final Synthesis. An Essay on the Opus postumum, Cambridge, London, 2000.
- Hahmann, Andree, Rollmann, Veit Justus, Weltstoff und absolute Beharrlichkeit: Die Erste Analogie der Erfahrung und der Entwurf Übergang 1-14 des Opus postumum, in: Kant-Studien 2/2011.
- Hoppe, Hansgeorg, Kants Theorie der Physik. Eine Untersuchung über das opus postumum von Kant, Frankfurt am Main, 1969.
- Mathieu, Vittorio, Kants Opus postumum. Herausgegeben von Gerd Held, Frankfurt a. M., 1989.
- Schulze, Stefan, Kants Verteidigung der Metaphysik. Eine Untersuchung zur Problemgeschichte des Opus Postumum, Marburg, 1994.
- Tuschling, Burkhard, Metaphysische und transzendentale Dynamik in Kants Opus postumum, Berlin, New York, 1971.